# Microrégion d'Umbuzeiro
La microrégion d'Umbuzeiro est l'une des huit microrégions qui subdivisent l'agreste de l'État de la Paraíba au Brésil.
Elle comporte 5 municipalités qui regroupaient 52 345 habitants en 2006 pour une superficie totale de 1 168 km2.

## Municipalités[1]
- Aroeiras
- Gado Bravo
- Natuba
- Santa Cecília
- Umbuzeiro